# The Elder Scrolls IV: Oblivion

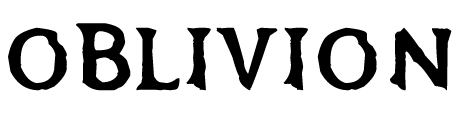

The Elder Scrolls IV: Oblivion (också känt som bara Oblivion) är ett datorspel i RPG-genren. Det är skapat av det amerikanska spelföretaget Bethesda Softworks. Oblivion ingår i en följetong spel med namnet The Elder Scrolls som alla utspelar sig på världsdelen Tamriel.
Oblivion släpptes till Microsoft Windows och Xbox 360 den 24 mars 2006 och till Playstation 3 den 20 mars 2007.
En så kallad expansion har släppts till Oblivion: The Elder Scrolls IV: Shivering Isles. Ett mindre tillägg till spelet, en så kallad add-on, har även släppts: The Elder Scrolls IV: Knights of the Nine.

## Bakgrund
Ett succén med Morrowind valde Bethesda att inte skynda fram en uppföljare, istället tog man fyra år på sig att komma upp med uppföljaren. Därtill hade studion nu växt upp till 60-70 personer vilket gav Bethesda nya möjligheter.

## Handling
Huvudkaraktären är en figur som spelaren själv namnger och sitter fängslad i landets huvudstad (Imperial City) vid spelets början.
Efter att kejsaren Uriel Septim VII (röst gjord av Patrick Stewart) blivit mördad står tronen i Tamriel tom. Utan kejsare börjar imperiet falla ihop, och portaler till Oblivion öppnas runtom i landet. Genom portalerna marscherar Daedra ut och ödelägger allt som kommer i dess väg. För att rädda Tamriel måste spelaren hitta en tronföljare och stänga Oblivionportalerna.
Spelaren börjar, som i alla The Elder Scrolls-spel, i fängelse. Kejsaren Uriel Septim VII är under mordhot, och anländer till fängelsehålan tillsammans med livvakter, The Blades. Lönnmördare, som senare avslöjas vara en del av den daedriska sekten The Mythic Dawn, har mördat kejsarens söner och är nu ute efter honom. Spelarens fängelsehåla visar sig vara en hemlig flyktväg gjord för kejsaren. Genom samspråk berättar kejsaren att han sett huvudpersonen i sina drömmar och syner. Efter det leder livvakterna kejsaren genom flyktvägen, och spelaren får följa med. En bit in i den hemliga gången blir spelaren avskild från kejsaren i några grottor, och får spela igenom en träningsdel där spelaren också får välja stjärntecken samt spelarklass.
Vid slutet av grottorna möter spelaren kejsaren och livvakterna igen, men dessa blir nästan omgående överfallna av lönnmördare vilket gör att spelaren blir tvungen att beskydda kejsaren. En strid utspelar sig, och kejsaren och spelaren blir tvungna att fly in i en återvändsgränd. Här blir spelaren tvungen att vänta medan livvakterna bekämpar lönnmördarna. Under tiden överlämnar kejsaren The Amulet of Kings; en särskild amulett som bara kan bäras av dem med Septims blod i ådrorna, till spelaren och säger att denne måste överlämnas till en man vid namn Jauffre. Ögonblicket efter anfaller och dräper en lönnmördare kejsaren. Efter att lönnmördaren har besegrats finns bara en överlevande livvakt kvar, Baurus, som snabbt frågar ut spelaren. Baurus förklarar att Jauffre är en gammal medlem av The Blades och som nu bor i Weynon Priory, utanför staden Chorrol. Strax efteråt lämnar spelaren platsen via kloakerna och börjar sin resa genom Cyrodiil. Det är nu spelarens val att följa ordern eller att gå sin egen väg.
Om spelaren väljer att fortsätta på den inslagna vägen, och tar sig till Weynon Priory, avslöjas det att kejsarens frånfälle har möjliggjort öppnandet av flera Oblivion-portaler, och Daedra är i färd med att intaga landet. Den enda sättet att stänga portalerna för gott är att hitta någon med kejsarblod som kan återta tronen och tända "The Dragon Fires" i Imperial City. Det visar sig att det fortfarande står en tronföljare att finna — en av kejsarens söner som gömdes vid födseln då han var född utom äktenskapet. Tronföljaren, vid namn Martin Septim (röst av Sean Bean), finns i staden Kvatch. Spelaren måste då ta sig till staden och föra tillbaka honom till Weynon Priory. När spelaren kommer fram till staden visar det sig att en Oblivion-portal har öppnat sig vid stadens murar, och är under Daedra-attack. Spelaren måste ta sig in i portalen och stänga den för att kunna komma in i Kvatch.
Efter att ha stängt portalen blir spelaren kallad "The hero of Kvatch"(sv. Kvatchs hjälte) och får ökad kännedom om Cyrodiil. Spelaren fortsätter in i staden och rensar ruinerna från Daedra. Efter det fortsätter spelaren in i stadens kapell och lyckas, trots några betänksamheter från dennes sida, övertala Martin att följa med till Weynon Priory. Så snart som spelaren tagit sig tillbaka visar det sig att Weynon Priory är under anfall av The Mythic Dawn och The Amulet of Kings har blivit stulen av sällskapet. Efter att ha återhämtat sig från angreppet ber Jauffre spelaren att ledsaga Martin till Cloud Ruler Temple, vilket är The Blades uråldriga säte. Efter planläggningar beordrar Jauffre spelaren att möta Baurus – den överlevande livvakten i början av spelet, i Imperial City för att hitta The Shrine of Dagon – ett daedriskt näste där The Amulet of Kings misstänks vara gömd.
Efter litet undersökande och påhittigt tänkande kommer spelaren fram till The Shrine of Dagon, där spelaren kan välja att angripa eller nästla sig in i grottan. Oavsett vad spelaren göra är det för sent, Mythic Dawn-ledaren Mankor Camoran (röst av Terence Stamp) flyr via en portal tillsammans med amuletten till vad som kallas Paradiset, med hjälp av en bok kallad The Mysterium Xarxes. Spelaren stjäl boken och tar den till Martin, som kommer fram till att det enda sättet att återfå amuletten är att uppfölja jakten på Camoran genom att skapa en egen portal till Paradiset. Medan Martin börjar med att avkoda The Mysterium Xarxes måste spelaren leta upp och dräpa ett par spioner i staden Bruma, samt samla in upplysningar. Spelaren hittar planer av Ruma Camoran, som bekräftar att anhängarskaran vet var Martin finns och planerar att öppna portalerna. En "samla-ihop-bitarna"-del av spelet tar sin början. Spelaren måste samla ihop fyra olika föremål för att kunna återskapa en portal till Paradiset. Dessa konstföremål innefattar någon form av daedriskt föremål, en Stor Welkyndsten, en Stor Sigilsten och "Blod från en Gud" — vilket betyder att spelaren måste hitta en uråldrig rustning från kejsaren av Den tredje tidsåldern — som senare blev guden Talos. Vid det här tillfället kan spelaren också välja att säkra förstärkning från andra städer. Men eftersom alla städer är under hot från Oblivion-portaler måste spelaren först stänga dessa innan den platsbundna greven eller grevinnan kan erbjuda hjälp.
Martin och Jauffre lägger fram en förtvivlad plan som går ut på att låta Daedra anfalla Bruma, så en stor Oblivion-portal kan öppnas — där man skall få tag på en Stor Sigilsten). När portalen öppnar sig måste spelaren ta sig in i Oblivion och stjäla den Stora Sigilstenen, under en viss tid. När spelaren och Martin tillsammans med flertalet soldater samlats vid slagfältet utanför Bruma utspelas en stor strid med Daedra. Många män stupar, men en stor Oblivion-portal öppnar sig till slut. Spelaren tar sig då in i den och stjäl den Stora Sigilstenen, precis enligt planen. När portalen sedan är stängd, ber Martin spelaren att möta honom i Cloud Ruler Temple när han är redo att ta sig till Paradiset. 
När spelaren sedan tagit sig till Cloud Ruler Temple öppnar Martin portalen, och spelaren träder in i den. Spelaren hamnar nu i ett outförbart paradis som ämnar likna himmelen. Efter att ha slagits mot Camarons män, drabbar spelaren och Cameron samman i hans tronrum. Spelaren måste besegra honom och ta tillbaka amuletten. Efter att det är verkställt faller paradiset ihop, och spelaren återvänder till Cloud Ruler Temple. Amuletten återlämnas där till Martin, och tillsammans med The Blades tar man sig till Imperial City för att tända The Dragon Fires för att hindra intagandet från Oblivion. Men Daedra genomför dock ett förtvivlatvilt motanfall och tar sig in i Imperial City. I en vansklig och blodig strid måste spelaren och Martin ta sig till The Temple of the One i Imperial City. Mitt under striden uppenbarar sig en sextio meter hög best, som visar sig vara den daedriska guden Mehrunes Dagon. Spelaren och Martin tar sig in i templet där Martin använder amuletten för att förvandla sig till en ande av Akatosh, drakguden av tid, och blir hans avatar. Han besegrar Dagon i en storartad tvekamp. The Amulet of Kings förstörs, Martin försvinner, portalerna till Oblivion stängs för evigt och tronen står åter tom. Trots det beskriver en sista monolog av Martin ett hoppfullt ljus, och att Tamriels framtid nu ligger i spelarens händer och att det här är begynnelsen på Den fjärde tidsåldern (vilket öppnar upp för en möjlig uppföljare).
Bortsett från huvuduppdraget kan spelaren gå med i ett flertal gillen; bland annat Thieves' Guild, Fighters' Guild, The Dark Brotherhood och Mages' Guild. Se "Gillen" nedanför för fler upplysningar om de olika grupperingarna.

## Rollista
- Patrick Stewart – Kejsare Uriel Septim VII
- Sean Bean – Kejsare Martin Septim
- Terence Stamp – Mankar Camoran
- Lynda Carter – kvinnliga Nords- och Orcs-röster
- Jonathan Bryce – Molag Bal / Hircine / Malacath / manliga Argonians, Khajiits, Nords och Orcs-röster
- Ralph Cosham – Jauffre / Vincent Valtieri / manliga Bretons-röster
- Catherine Flye – Nocturnal / kvinnliga Bretons- och Imperials-röster
- Gayle Jessup – kvinnliga Redguards-röster
- Wes Johnson – Lucien Lachance / The Grey Fox / Pelinal Whitestrake / The Arena Announcer / Sheogorath – Shivering Isles / Dremora / manliga Imperials-röster
- Linda Canyon – Azura / kvinnliga Altmers-, Bosmers- och Dunmers-röster
- Michael Mack – Baurus / Owyn / manliga Redguards-röster
- Elisabeth Noone – Mephala / kvinnliga Argonians- och Khajiits-röster
- Craig Sechler – High Chancellor Ocato / Falcar / Alval Uvani / Faelian / The Adoring Fan / Clavicus Vile / Barbas / Sheogorath / manliga Dunmer-, Altmer- och Bosmers-röster
- Jeff Baker – Haskill
- Bari Biern – Golden Saint
- Betsy Ames – olika röster
- Emil Pagliarulo – olika röster

## Spelstil
Oblivion är ett öppet spel, ibland kallat för sandlådespel(en. sandbox). Spelets huvuduppdrag kan skjutas åt sidan eller förbises medan spelaren utforskar spelvärlden (världen består av 41 km² yta), utför sidouppdrag, samtalar med NPC:er, och utvecklar en karaktär efter egen smak. Många fiender, uppdrag och skatter anpassas efter karaktären, och blir därmed vanskligare att ta sig an allteftersom spelaren stiger i nivå. De flesta uppdrag är linjära och självständiga från varandra. En av förändringarna vad gäller spelande från tidigare The Elder Scrolls-spel är en kompass som hela tiden visar spelaren var nästa mål finns.

## Raser
I Oblivion finns det tio spelbara raser:
Mänskliga
- Breton (ättlingar till alver och människor, bra besvärjare och tål också trolldom bra)
- Imperial (den regerande rasen, anbefalld nybörjare)
- Nord (nordlingar, starka krigare som är stryktåliga mot kyla, även magisk kyla)
- Redguard (mörkhyade sydlingar, mycket goda krigare)

Alviska
- Altmer/High Elf (högalver, bra besvärjare men även mera känsliga för magisk skada)
- Bosmer/Wood Elf (skogsalver, skickliga bågskyttar och tjuvar)
- Dunmer/Dark Elf (mörkeralver, kan framkalla en ande och tål eld. Fördelar båg-, besvärjelse- och svärdfärdigheterna jämt)
- Orc/Orsimer (orcher, skickliga krigare, har en bärsärkarförmåga. Kan både indelas i Mer eller Best)

Bestvarelser
- Khajiit (en kattlik humanoid som är väldigt vältränad och skicklig smygare. De har också en god mörkersyn)
- Argonian (en ödleliknande humanoid som kan andas under vattnet. Oemottagliga gifter)

En icke-spelbar ras är Dremora. Och om man har expansionpaketet "Shivering Isles" ingår också raserna:
Sheogoraths Vaktraser
- Golden Saint/Aureal (den maniska/ljusa delen av Shivering isles vakter)
- Dark Seducer/Mazken (den dementa/mörka varianten av Golden Saints)

## Gillen
Det finnes ett antal olika gillen i Oblivion, som man som spelare kan låta sin spelkaraktär ansluta sig till. Genom att ansluta sig till ett gille eller ett sällskap, får man möjlighet att utföra uppdrag för dem och även stiga i graderna. Om man lyckas få nog stort inflytande kan man till slut bli mästare.
De grupperingar man kan ansluta sig till nedan:
- Fighters' Guild – legoknektsgille. Grupperingen sysslar med affärer där våld är inblandat
- Mages' Guild – akademiskt magikergille som sysslar med studier av bland annat trolldom, alkemi och kemi. Detta gille motsätter sig nekromantik
- Thieves' Guild – olagligt tjuvgille, vars befintligthet myndigheterna förnekar. Sysslar med stöld, smuggling av stöldgods och häleri Tiggarna sägs vara "deras ögon och öron". Deras ledare är The Gray Fox – en skuggfigur som ständigt är efterlyst
- The Dark Brotherhood – olagligt lönnmördarsällskap och dödsdyrkare
- The Blades – livvakts- och spionsällskap som lyder direkt under kejsaren
- The Arena – kämparsällskap i Imperial City

Bortsett från de ovannämnda grupperingarna finns det även ett mindre antal ridderliga ordnar som man kan ansluta sig till – till exempel Knights of the Thorn, Knights of the White Stallion och Order of the Virtuous Blood (ett vampyrjägar-gille). I expansionen Knights of the Nine tillkommer även riddarorden Knights of the Nine där man blir gudarnas förkämpe.

## Städer

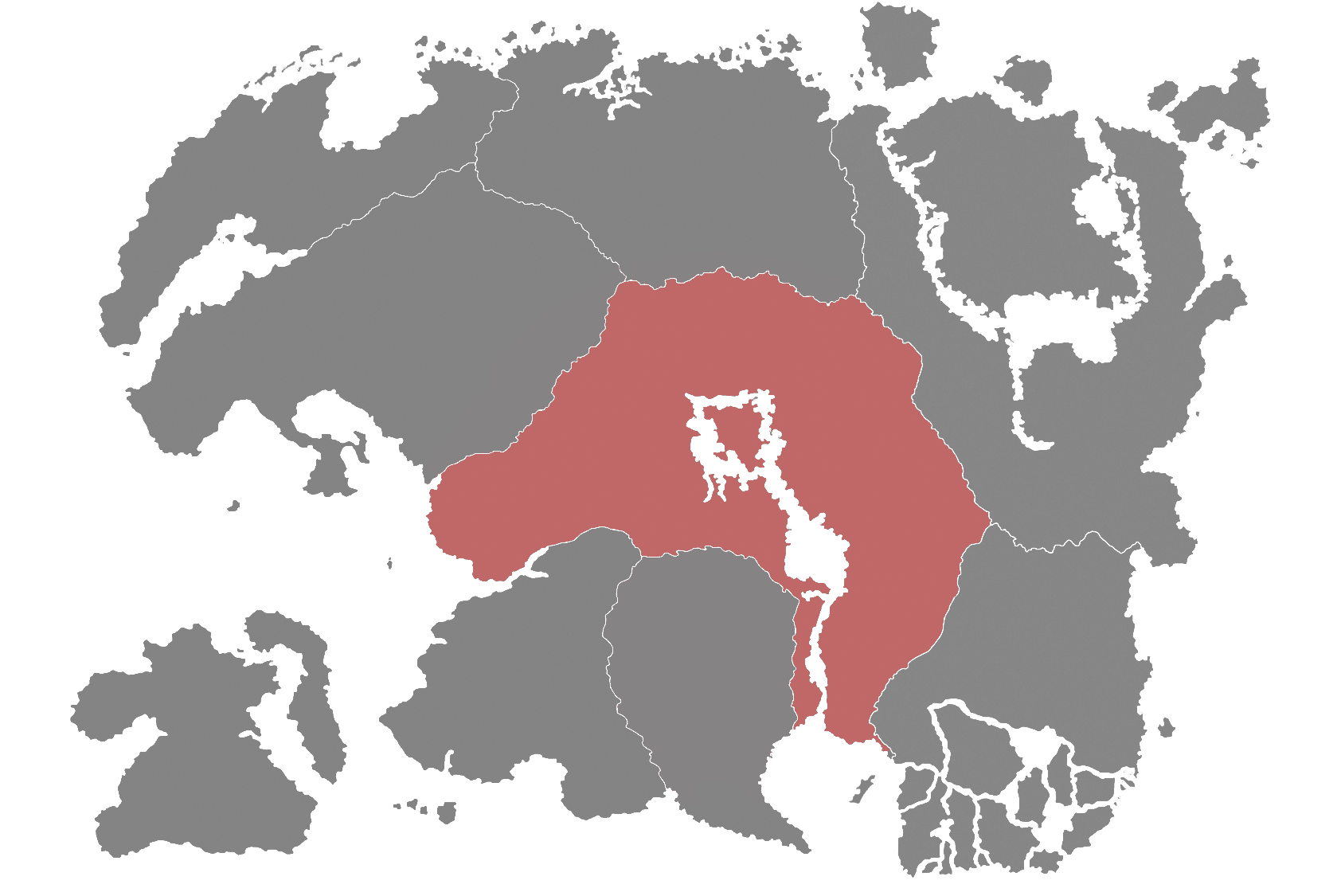
Karta över kontinenten Tamriel samt provinsen Cyrodill där spelet utspelar sig.

- Karta över kontinenten Tamriel samt provinsen Cyrodill där spelet utspelar sig.Imperial City – en stad i centrala Cyrodiil. Det är landets huvudstad och även den största. I dess centrum står White Gold Tower; ett väldigt högt torn som tydligt kan skönjas vida omkring. Staden i sig är cirkelformad och byggd runt tornet, den är indelad i sex inre distrikt och tre som ligger lite mer avsides. Distrikten är följande:
  - Marknadsditriktet (här finns smeder, alkemister, butiker, värdshus och annat)
  - Talos Plaza (byggt till guden Talos ära, här bor stadens rikare invånare)
  - Alvträdgården (en mycket vacker stadsdel, här finns bland annat stadens lyxigaste värdshus)
  - Arenaddistrikter (här finns stadens skådeplats, där modiga kämpar slåss mot odjur- eller varandra)
  - Tempeldistriktet (här ligger "Temple of the One", den heligaste platsen i staden)
  - Imperiebersån (stadens stora park är väldigt omtyckt)
  - Palatset (Kejsarens hem och även arbetsplats för "Det äldre Rådet")
  - Fängelset (avsides, anses vara väldigt säkert, ingen har rymt på 400 år)
  - Magiuniversitetet (avsides, här studerar stadens trollkarlar och besvärjare)
  - Hamnen (avsides, stadens hamn även hem åt de riktigt fattiga. Små trähus utgör den mesta bebyggelsen och det sägs att mästertjuven "The Gray Fox" och hans "Thieves Guild" håller till här)

- Chorrol – en stad i nordvästra Cyrodiil, nära gränsen till Hammerfell. Stadens centrum är cirkelformat och kantas av flertalet verksamheter. Chorrol är en förhållandevis rik och välmående stad (dock med en viss åtskillnad), bebyggelsen i stadens centrala del utgörs mest av stora, flotta stenhus. Stendarrs kapell finns i Chorrol och Fighters Guild har sitt huvudkontor här vilket har spridit en trygghet hos stadens invånare.

- Cheydinhal – en stad i nordöstra Cyrodiil, nära gränsen till Morrowind. På grund av det utgör Dunmer den största delen av stadens befolkning. Staden är uppdelad i två delar av ett namnlöst vattendrag, och Arkays kapell finns på ena stranden. Greve "Indaryus" och hans övermodige son håller ett troget grepp om staden och dess invånare. Trots sin prakt så sägs staden ruva på en del mörka hemligheter, icke minst det skumma, igenbommade huset nära den östra porten.

- Skingrad – en stad i centrala Cyrodiil, och är känd för sin gåtfulla byggnadskonst. Staden är uppdelad i två stadsdelar som ligger på var sin sida om en dalgång vilket har lett till att broar förbinder stadsdelarna. Gatorna är smala och de höga husen känns nästan instängande. Skingrad kantas av flertalet vinodlingar, vars vin är känt över hela Tamriel. Julianos kapell är beläget här. Skingrads Greve "Janus Hassildor" sägs ha regerat väldigt länge och har därför ett rykte om sig att vara en mycket mäktig trollkarl, även om få har sett greven öga mot öga.

- Anvil – en mycket vacker kuststad i västra Cyrodiil och också en viktig hamnstad. Husen är byggda i sten och ser gammalmodiga men smakfulla ut. Dibellas kapell är också beläget här. Stadens hamn är en livlig plats där många ståtliga handelsskepp kommer för att lägga till. Flertalet invånare är mycket trevliga och på stadens hamnkrog delar man broderligt på rummen Alv som Orc, samtidigt som man lyssnar på sjöfararnas historier eller skrattar åt stavningsfelet på "Norbert Lells" affärsskylt. Stadens nackdel är dock det nedgångna huset vid kapellet, som aldrig tycks bli sålt.

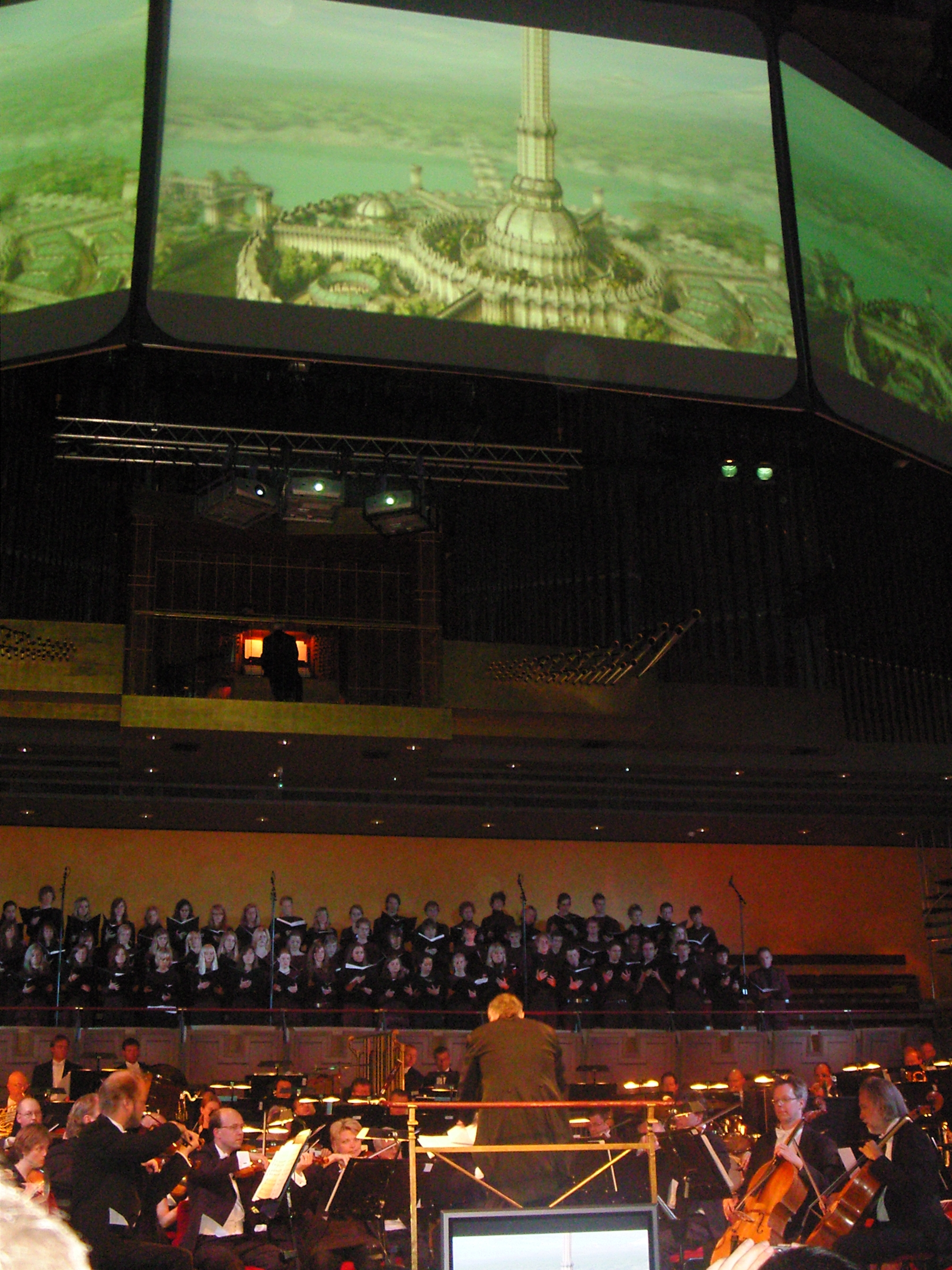
En orkester som framför musik ur Oblivion med staden Imperial City i bakgrunden.

- En orkester som framför musik ur Oblivion med staden Imperial City i bakgrunden.Bravil – en stad i centrala Cyrodiil, belägen vid Nibenbukten. Bravil anses vara Cyrodiils fattigaste stad. Byggnadskonsten härskas av träbyggnader (med undantag av borgen och Maras kapell), och en flod rinner igenom staden. Bravil har stora problem med drogmissbruk av den så kallade drycken Skooma. Trots detta så har både Fighters Guild och Mages Guild inrättat sig i staden och på stadens två värdshus skämtar man livligt om stadens greve och hans son. En av Bravils få stoltheter är statyn i stadens mitt. Den kallas "Den tursamma Gamla Damen" och att kyssa den sägs bringa tur. Men även om flertalet av stadens invånare älskar statyn så får vissa en obehaglig känsla av den, icke minst om nätterna.

- Kvatch – en stad i sydvästra Cyrodiil. Kvatch ödelades av Daedra under Oblivioninvasionen. Det enda som återstår är Akatoshs kapell och slottet. De överlevande lever numera i ett tältläger nedanför staden.

- Bruma – en stad i norra Cyrodiil. Nord-stilen har en stark inverkan på Brumas byggnadskonst, och flertalet invånare är norder. Här finns ett kapell till Talos ära. I staden snöar det oupphörligen. Något utanför Bruma ligger även "Cloud Ruler"-templet – hem åt "The Blades" – kejsarens elitvakter.

- Leyawiin – en kuststad i södra Cyrodiil. Leyawiin ligger i närheten av gränsen till Black Marsh, och därmed utgörs en stor del av invånarna av argonier. Stadens närhet till Black Marsh påverkar även dess väder (vilket till största delen utgörs av regn och dimma). Staden har en väldigt enastående byggnadskonst jämfört med resten av Cyrodiil, samt ett kapell tillägnat Zenithar. Här finns stora och fina hus samt mindre finare hus.

## Musik
Musiken komponerades av Jeremy Soule som även komponerade musiken till föregångaren Morrowind liksom det efterkommande spelet Skyrim. Inspirationen bakom musiken var resultatet av en näradödenupplevelse och musiken var ämnad som en hyllning till livet.